# Campus
För andra betydelser, se Campus (olika betydelser).

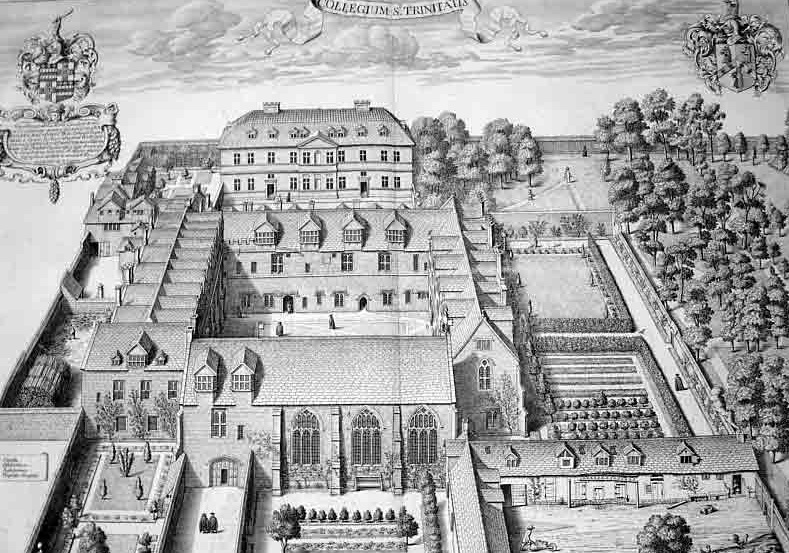
Trinity College i Oxford (1675).

Campus är ett universitets- eller högskoleområde, dit ett universitets eller en högskolas verksamhet samlats helt eller delvis. På ett campus finns därför traditionellt föreläsningssalar, bibliotek, bostäder och även parkmark. Idag används dock campus även för områden som inte omfattas av akademisk verksamhet.

## Historia
Ordet campus härstammar från det latinska ordet för fält, och användes första gången i beskrivningen av området som omgärdade College of New Jersey (numera Princeton University) på 1700-talet. Ett antal andra lärosäten började med tiden använda begreppet som beskrivning av enskilda områden i anslutning till deras verksamheter. Ordet campus omfattade ännu inte hela universitetsområdet. 
Innebörden av begreppet campus utvidgades mot slutet av 1900-talet till att även omfatta verksamheter som inte är akademiska. Ytor som företagsbyggnader står på kunde kallas campus, såsom Microsoft Campus i Redmond, Washington, USA. I Europa har begreppet campus kommit att knytas till byggnaderna och deras funktion som campusmiljöer, snarare än till de parkliknande områden som de universitetsanknutna byggnaderna (ofta) är uppförda på.

## Sverige

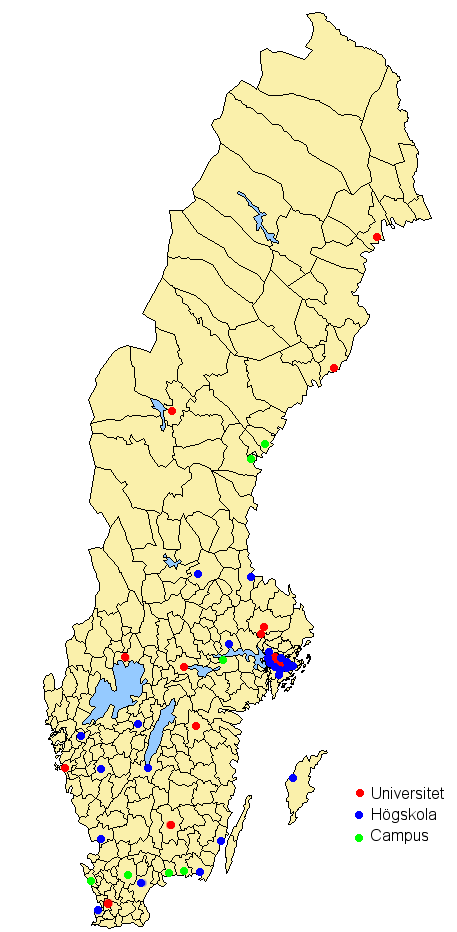
Sveriges universitet och högskolor (ej komplett med alla campus).

Ordet campus började användas i Sverige mer allmänt i samband med universitetens och högskolornas expansion på 1990-talet. Det är oftast underförstått i internationella sammanhang att ett campus omfattar studentbostäder. Dock inte ofta så i Sverige, där studentbostäder i de flesta fall placerats separat, om än ofta inom relativt kort avstånd från campuset. I Sverige finns campus i traditionell form, där samtliga undervisningslokaler är samlade och en stor del av studenterna bor i nära anslutning till dem, till exempel på Linnéuniversitetets campus i Växjö och på Luleå tekniska universitet.
En stor del av den högre utbildningen i Sverige ges numera vid universitet eller högskolor som samlat merparten av sin verksamhet till ett campus, som till exempel Linköpings universitet, Luleå tekniska universitet, Mittuniversitetet, Stockholms universitet (Frescati) och Umeå universitet. 
De tydligaste undantagen är Göteborgs universitet, Lunds universitet (förutom Lunds tekniska högskola) och Uppsala universitet. Det finns dock tendenser till ökad "campusifiering" även vid dessa universitet, där mycket av utbildningen idag äger rum i områden med campuskaraktär. Till de äldsta campus i Sverige hör Sveriges lantbruksuniversitet vid Ultuna i Uppsala, Kungliga Tekniska högskolan i Stockholm (se vidare Campus Valhallavägen) samt Chalmers tekniska högskola i Göteborg.
Ett antal kommuner i Sverige använder begreppet campus som ett samlingsnamn för de utbildningar för vuxna som genomförs i kommunen.[källa behövs] En del kommuner använder begreppet för att benämna endast de eftergymnasiala utbildningarna, andra kommuner använder campus som ett samlingsnamn för all vuxenutbildning, både eftergymnasiala såsom högskola och yrkeshögskola och även utbildningar på gymnasial nivå, SFI, kompentensutveckling etc. Utbildningarna genomförs oftast på en gemensam plats, ett campus.